# Coxartrosi
La coxartrosi o artrosi dell'anca è una patologia cronico-degenerativa dell'articolazione dell'anca dovuta a una progressiva alterazione della cartilagine articolare. A queste alterazioni si accompagna il dolore, la limitazione nel movimento e può essere compromessa la normale deambulazione. Si distinguono due forme di coxartrosi: una primitiva, comune nell'età avanzata nella quale non se ne riconosce la causa, e una secondaria, conseguente a varie patologie come le deformità articolari congenite (ad esempio la displasia dell'anca) o a patologie traumatiche, infettive, reumatiche, o vascolari come la necrosi asettica della testa del femore.

## Patogenesi
Lo strato di cartilagine che riveste la testa del femore e la cavità acetabolare si assottiglia progressivamente fino a mettere a nudo l'osso sottostante. Questo reagisce addensandosi e deformandosi, con la produzione di escrescenze a forma di becco (osteofiti) che limitano il movimento. La capsula articolare si ispessisce e i muscoli si retraggono fino a determinare una caratteristica postura dell'individuo affetto da coxartrosi.

## Fattori di rischio
I fattori che predispongono all'insorgenza della coxartrosi sono:
- obesità, per il sovraccarico meccanico dell'articolazione dell'anca
- familiarità
- età, principale fattore di rischio per lo sviluppo dell'artrosi
- predisposizioni anatomiche come la diplasia e il conflitto femoro-acetabolare.[5]

## Sintomi
Il sintomo che maggiormente colpisce i soggetti affetti da tale patologia è il dolore, che si manifesta maggiormente al mattino e alla sera e tende ad attenuarsi con il movimento. Il dolore è solitamente causato da infiammazione della sinovia, iperemia capsulare e ossea, e da stimolazione dei nocicettori a livello del periostio.
La ridotta funzionalità articolare è un sintomo che colpisce successivamente i soggetti, ma è più invalidante perché non permette di compiere le normali attività.
Sono presenti anche claudicazione, flessione del bacino in rotazione esterna, una limitazione dolorosa dei movimenti dell'anca con risentimento funzionale.

## Diagnosi
La radiografia mostrerà la presenza di osteofiti, la deformazione della testa del femore con la riduzione dello spazio articolare tra questa e la cavità dell'acetabolo. Oltre all'esame radiologico, l'osservazione dei sintomi è necessaria per una corretta diagnosi.

## Terapia
La terapia farmacologica è orientata al sollievo del dolore, mediante l'impiego di analgesici o antinfiammatori non steroidei (FANS).
Vengono utilizzate anche infiltrazioni di acido ialuronico che servirebbero per ricostituire la cartilagine articolare, a causa della sua patologica atrofia. Studi recenti confermano però che l'utilizzo di infiltrazioni intra-articolari di soluzione fisiologica, clodronato e acido ialuronico danno risultati del tutto sovrapponibili sulla riduzione del dolore.
La terapia chirurgica si avvale di moderni impianti protesici che permettono la totale sostituzione dell'articolazione.
Tali impianti sono in metallo pregiato (titanio) e non necessitano di alcuna cementazione, cioè ottengono un ancoraggio diretto all'osso che permette la deambulazione, in carico parziale, dopo 3-4 giorni dall'intervento. In particolare, grazie alle moderne tecniche di chirurgia mininvasiva che preservano le strutture anatomiche, si accelera il recupero delle normali attività e si riduce in modo significativo il dolore. Importante è la fisioterapia e la rieducazione ginnica, anche con cure termali.